# Nguyễn Án
Nguyễn Án (阮案, 1770 - 1815), tự Kính Phủ (敬甫), hiệu Ngu Hồ (愚胡); là một danh sĩ thời Lê mạt-Nguyễn sơ, Việt Nam. Ông và Phạm Đình Hổ là đồng tác giả tập ký Tang thương ngẫu lục.

## Tiểu sử sơ lược
Nguyễn Án là người làng Du Lâm, huyện Đông Ngàn, phủ Từ Sơn, trấn Kinh Bắc; nay thuộc xã Mai Lâm, huyện Đông Anh, ngoại thành Hà Nội.
Ông xuất thân trong một gia đình khoa bảng sa sút, ông nội là Tiến sĩ Nguyễn Bá (sau đổi là Nguyễn Thưởng). Nhưng do thời thế đời Lê mạt rất rối ren, ông học hành lỡ dở, nên ở nhà dạy học.
Năm Gia Long thứ 4 (1805), ông được vời ra làm Tri huyện huyện Phù Dung, tỉnh Hưng Yên (nay là huyện Phù Cừ, tỉnh Hưng Yên), nhưng chẳng bao lâu ông từ quan về ở ẩn tại quê nhà.
Năm Gia Long thứ 6 (1807), nhà vua cho mở khoa thi Hương đầu tiên ở trấn Kinh Bắc, Nguyễn Án đi thi đỗ Cống sinh (Cử nhân).
Năm Gia Long thứ 7 (1808), ông được bổ làm Tri huyện Tiên Minh (nay là huyện Tiên Lãng, thành phố Hải Phòng).
Ông làm quan được 7 năm thì bệnh mất ở tuổi 45 (1815).

## Tác phẩm
Tác phẩm của Nguyễn Án có:
- Phong Lâm minh lại thi tập (Tập thơ tiếng kêu của gió thổi qua rừng) gồm 75 bài thơ, phần lớn là thơ đề vịnh núi sông, thắng tích, thơ cảm hoài và tiễn tặng bạn bè. Hiện còn bản chép tay ở Thư viện Viện nghiên cứu Hán Nôm (Hà Nội), số hiệu: A. 1201.
- Tang thương ngẫu lục (hợp soạn với Phạm Đình Hổ). Xem trang Tang thương ngẫu lục.

Nhận xét tác phẩm của ông, Từ điển Bách khoa toàn thư Việt Nam có đoạn:
Cuốn "Tang thương ngẫu lục" viết chung với Phạm Đình Hổ cũng là một tập ký như "Vũ trung tuỳ bút", kể chuyện đời, mắt thấy tai nghe, nhưng đậm màu sắc hoang đường. Gạt phần mê tín dị đoan, cuốn sách cho biết nhiều chuyện về những nhân vật tiếng tăm trong nước: vua, chúa, đại thần, các vị Trạng nguyên, Tiến sĩ; toàn những chuyện lý thú, giai thoại về việc riêng tư, không ghi "hành trạng". Ngoài ra, hai tác giả còn tả cảnh trí các đền chùa, những di tích lịch sử mà họ từng du lãm. Nguyễn Án còn có tập thơ "Phong lâm minh lãi thi tập", phần lớn là thơ cảm hoài, thơ đề vịnh núi sông, danh lam thắng cảnh.
Tên của ông được đặt tên đường ở Quận 5 Thành phố Hồ Chí Minh

## Sách tham khảo
- Phạm Đình Hổ-Nguyễn Án, Tang thương ngẫu lục (bản dịch của Trúc Khê). Nhà xuất bản VH-TT in lại, 2000.
- Dương Quảng Hàm, Việt Nam văn học sử yếu (bản in lại lần thứ 10), Trung tâm học liệu Sài Gòn xuất bản, 1968.
- Nhiều người soạn, Từ điển Văn học (bộ mới). Nhà xuất bản Thế giới, 2004.